# Irmantas Stumbrys
Irmantas Stumbrys (30. maj 1972 - 15. november 2000) var en litauisk fodboldspiller (midtbane). Han spillede 37 kampe og scorede to mål for Litauens landshold.
Stumbrys repræsenterede på klubplan blandt andet Ekranas i hjemlandet og russiske FC Zenit. Han begik selvmord i november 2000 i en alder af 28 år.